# St. Vitus (Bontkirchen)

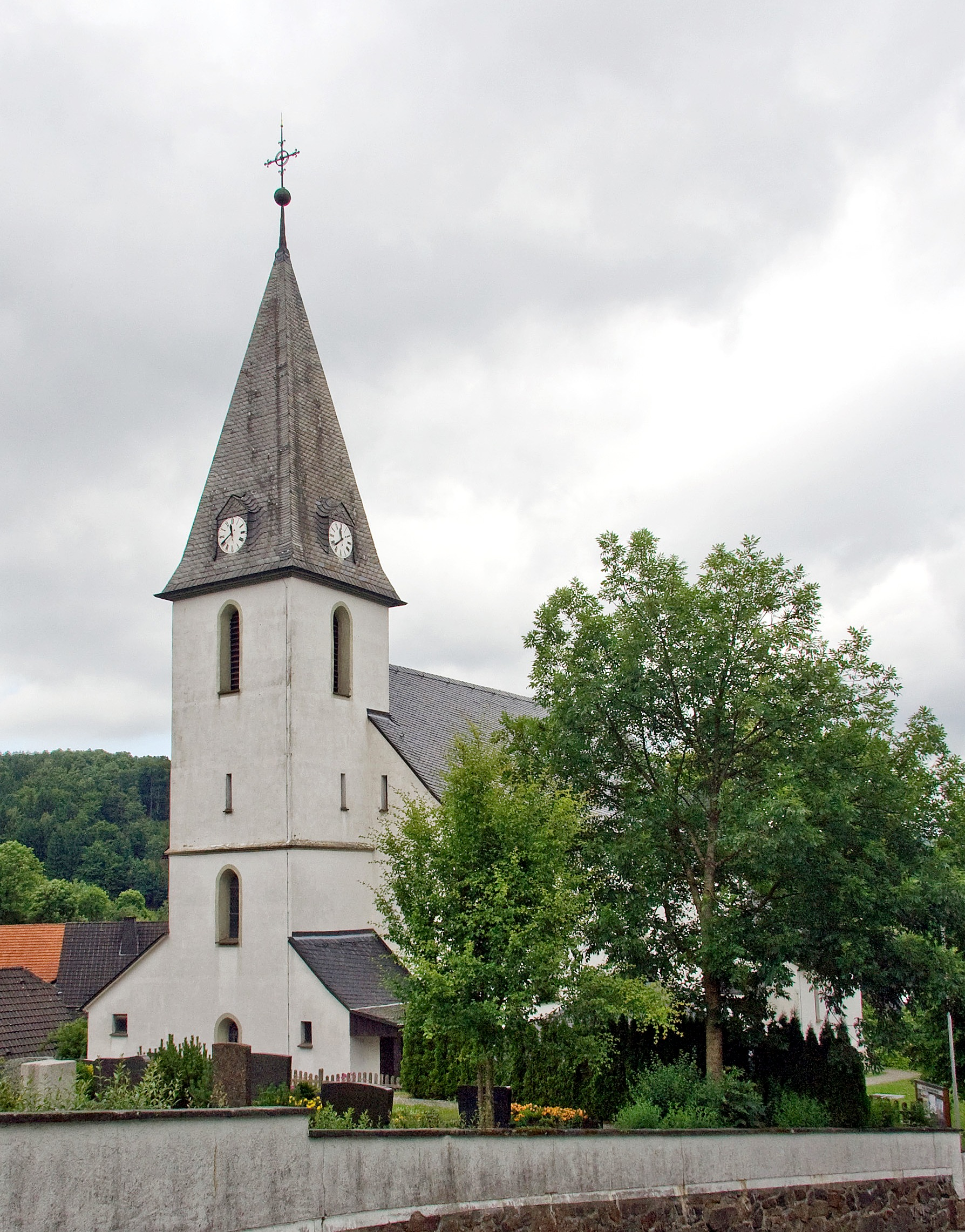
St.-Vitus-Kirche

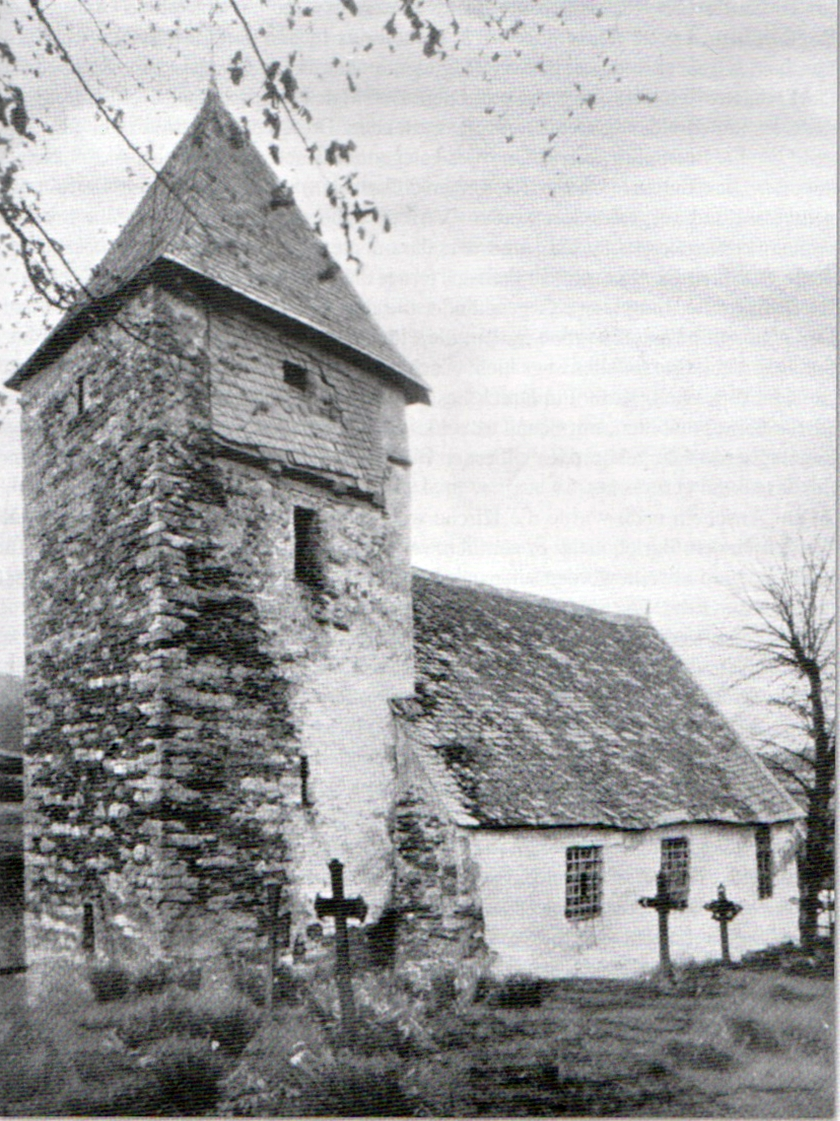
Alte Kirche, Foto vor 1895

Die katholische Pfarrkirche St. Vitus ist ein denkmalgeschütztes Kirchengebäude in Bontkirchen, einem Stadtteil von Brilon im Hochsauerlandkreis in Nordrhein-Westfalen.

## Geschichte und Architektur
Simon I. von Lippe veranlasste 1276 als Erzbischof von Paderborn die Wiederbelebung der Pfarrei in Bontkirchen und bestimmte St. Vitus als Kirchenpatron. Das heutige neugotische Gebäude wurde 1896 errichtet.

### Alte Kirche
Die Vorgängerkirche war im Grundriss ein Rechteck, sie war 8,75 m lang und 5,75 m breit. Die Bruchsteinmauern waren einen Meter dick. In unbekannter Zeit wurde sie nach Osten hin durch einen Chor aus Fachwerk erweitert. Der Eingang befand sich in der Nordwand. Vor dem Langhaus stand im Westen ein ungegliederter, fast quadratischer Turm mit einem Zeltdach. Die Wände der Glockenstube im obersten Turmgeschoss waren in der West- und Ostwand massiv. Die beiden anderen Wände bestanden aus Fachwerk. Alle Dächer waren mit Schiefer gedeckt. Das Gebäude wurde 1895 abgebrochen.
Ende 1672 wurde die Kirche beim Durchzug von zwei brandenburgischen Regimentern geschändet und beraubt. Die Soldaten brachen die Kirche auf und stahlen zwei Messkelche, eine Monstranz, ein Gefäß mit geweihtem Öl, Gewänder, Altartücher und vier seidene Fahnen. Ebenso wurde das Allerheiligste entwendet, die Plünderer sollen am Altar ihre Notdurft verrichtet haben. Das Marienbildnis wurde mit „Speigel, Koth und Dreck beschmissen und besudlet“. Der Statue wurden die seidenen Röcke gestohlen; dazugehörige silberne Pfennige und rote Korallen wurden entfernt und das Jesuskind verbrannt. Während der kurzen Einquartierung wurde das Gebäude vermutlich als Pferdestall genutzt, die Tiere wurden aus dem Taufstein gefüttert.

### Neue Kirche

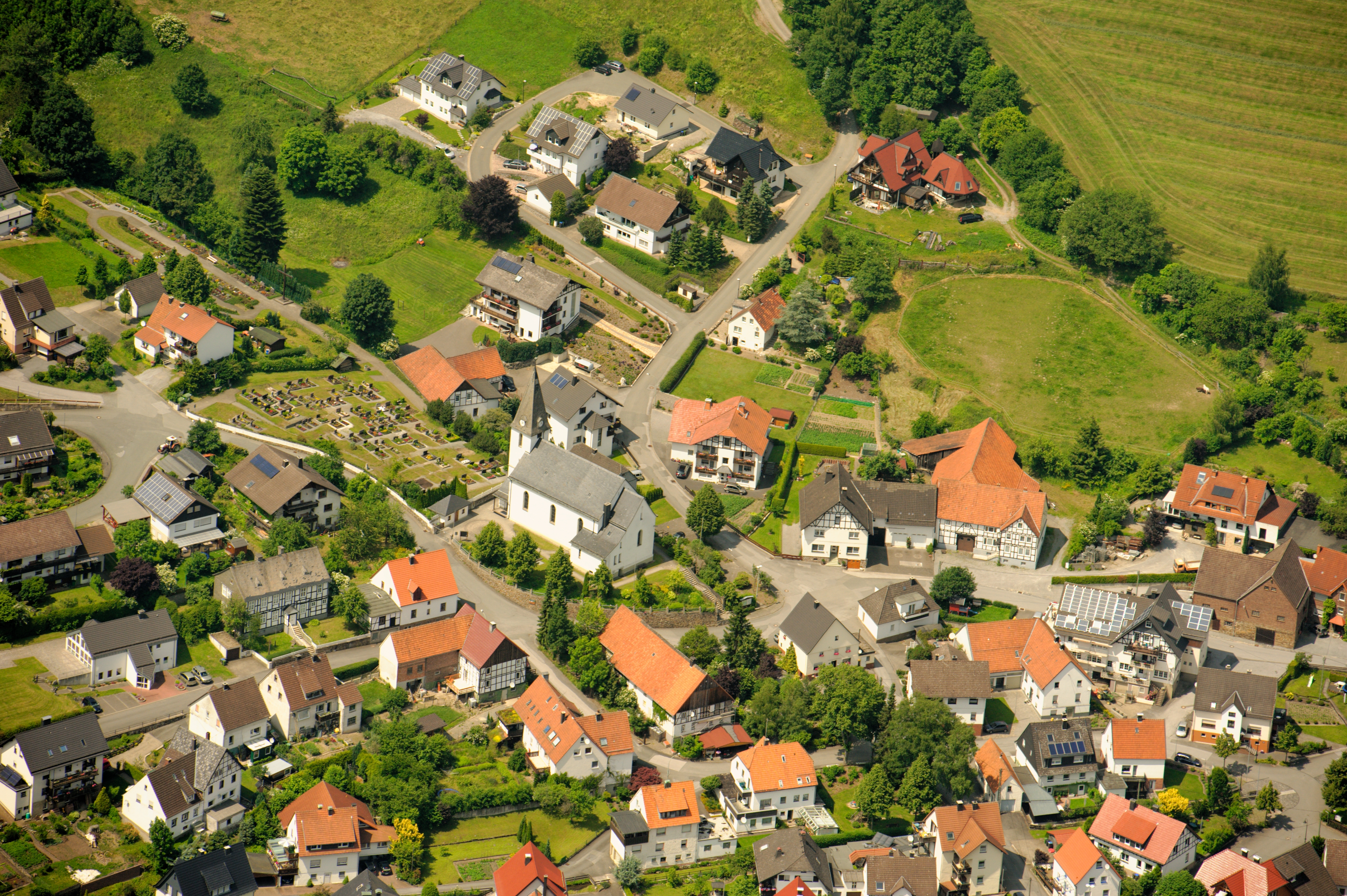
St. Vitus mit angrenzendem Friedhof aus der Luft

Das einschiffige Gebäude mit drei fast quadratischen Jochen wurde 1896 im neugotischen Stil erbaut. Die Seitengänge wurden mit kurzen Quertonnen gewölbt. Das mit einem Gratgewölbe ausgestattete Chorrechteck ist nicht ganz so breit wie das Schiff. Der quadratische Westturm mit einem vierseitigen Zeltdach wirkt schlicht. Die Sakristei wurde im Süden angebaut. Die Orgelempore steht im Westjoch.

## Ausstattung
- Eine gotische Madonnenstatue aus Baumberger Sandstein vom ersten Viertel des 15. Jahrhunderts. Sie stammt aus einer münsterischen oder münsterländischen Bildhauerwerkstatt des frühen 15. Jahrhunderts, deren Werke in etlichen Kirchen Westfalens und Hessen-Waldecks zu finden sind.[3] Der linke Unterarm wurde ergänzt.
- Zwei Ankleidefiguren der Muttergottes. Nur Kopf und Oberkörper sind geschnitzt, der Unterkörper besteht aus einem Lattengestell. Das Jesuskind ist noch vorhanden.
- Die vier Bronzeglocken wurden 1946 von Albert Junker in Sonderbronze gegossen und erklingen in fis′, gis′, ais′ und cis″.